# Туфо (Асти)
Туфо је насеље у Италији у округу Асти, региону Пијемонт.
Према процени из 2011. у насељу је живело 134 становника. Насеље се налази на надморској висини од 313 м.